# Penianthus patulinervis
Penianthus patulinervis är en tvåhjärtbladig växtart som beskrevs av Hutchinson och Dalziel. Penianthus patulinervis ingår i släktet Penianthus och familjen Menispermaceae. Inga underarter finns listade i Catalogue of Life.